# Djedkare
Djedkare (Djed-ka-Re, auch Djedkare Isesi oder Djedkare Asosi) war der achte König (Pharao) der altägyptischen 5. Dynastie im Alten Reich. Er regierte etwa während des Zeitraums von 2410 bis 2380 v. Chr. Über seine Person und vor allem seine genaue Stellung innerhalb der Königsfamilie der 5. Dynastie ist bislang kaum etwas bekannt. Während seiner Regierungszeit kam es zu bedeutenden Reformen in der Landesverwaltung. Inschriften und bildliche Darstellungen zeugen von zahlreichen Kriegs- und Handelsexpeditionen nach Syrien, Nubien und Punt. Im religiösen Bereich vollzog sich unter Djedkare ein Wandel, in dessen Zuge die starke Verehrung des Sonnengottes Re zurückging. Stattdessen übernahm nun der Totengott Osiris eine bedeutende Rolle, der während Djedkares Regierungszeit zum ersten Mal belegt ist. Dieser religiöse Wandel bedeutete auch, dass Djedkare kein Sonnenheiligtum mehr errichtete, wie es für die vorangegangenen Herrscher der 5. Dynastie üblich gewesen war. Dem König kann eine Pyramidenanlage im Süden von Sakkara zugewiesen werden, in der Reste seiner Mumie gefunden wurden.

## Herkunft und Familie
Djedkares genaue Stellung innerhalb der Königsfamilie der 5. Dynastie ist nicht bekannt.
Seine königliche Gemahlin war Setibhor. Ihr Name war lange nicht bekannt und wurde erst 2019 in ihrer Pyramidenanlage neben der Djedkares gefunden. Größe und Gestaltung ihres Pyramidenkomplexes deuten darauf hin, dass Setibhor einen gesellschaftlichen Status innehatte, der deutlich über den einer gewöhnlichen Königsgemahlin hinausging. Welcher Art ihre Stellung allerdings genau war, ist bislang unbekannt. Möglicherweise konnte Djedkare erst durch die Heirat mit ihr seinen Anspruch auf den Thron durchsetzen. Vielleicht herrschte sie aber auch nach Djedkares Tod zeitweilig als Regentin, bis Unas den Thron besteigen konnte. Eine weitere Gemahlin könnte Meresanch IV. gewesen sein, deren Mastaba (82) sich in Sakkara befindet.
Sechs Kinder Djedkares sind durch ihre Grabanlagen in Sakkara und Abusir bekannt. Hierzu gehören die beiden Söhne Isesianch und Neserkauhor sowie die vier Töchter Chekeretnebti, Hedjetnebu, Mereretisesi und Nebtiemneferes. Darüber hinaus ist mit Tisethor eine Tochter der Chekeretnebti und somit eine Enkelin Djedkares bekannt. Von Chekeretnebti, Tisethor und Hedjetnebu wurden in Abusir Reste ihrer Mumien gefunden, anhand derer eine Bestimmung des Sterbealters möglich war. Alle drei starben bereits recht jung: Chekeretnebti mit etwa 30 bis 35 Jahren, ihre Tochter Tisethor mit 15 bis 16 Jahren und ihre Schwester Hedjetnebu mit etwa 18 bis 19 Jahren.
Das verwandtschaftliche Verhältnis des Königs zu seinem Nachfolger Unas ist bislang nicht geklärt.

## Herrschaft

### Regierungsdauer
Die genaue Regierungsdauer Djedkares ist unbekannt. Der Königspapyrus Turin, der im Neuen Reich entstand und ein wichtiges Dokument zur ägyptischen Chronologie darstellt, gibt 28 Jahre an, der im 3. Jahrhundert v. Chr. lebende ägyptische Priester Manetho 44. Das höchste zeitgenössisch sicher belegte Datum ist ein „21. (oder 22.) Mal der Zählung“, womit die ursprünglich als Horusgeleit eingeführte landesweite Zählung des Viehs zum Zwecke der Steuererhebung gemeint ist. Eine gewisse Problematik birgt der Umstand, dass diese Zählungen anfangs alle zwei Jahre stattfanden (das heißt auf ein „x-tes Jahr der Zählung“ folgte ein „Jahr nach dem x-ten Mal der Zählung“), später aber zum Teil auch jährlich stattfinden konnten (auf ein „x-tes Jahr der Zählung“ folgte das „y-te Jahr der Zählung“). Ein Alabastergefäß (Paris, Louvre, Inv.-Nr. E 5323) belegt Feierlichkeiten zum ersten Sed-Fest des Königs, das idealerweise zum 30. Thronjubiläum gefeiert wurde.
Ausgehend von den bisher bekannten Datumsangaben und der Bestimmung des Sterbealters an seiner Mumie gilt in der Forschung eine Regierungslänge als wahrscheinlich, die leicht über den Angaben des Turiner Papyrus liegt und mindestens 28 oder 29 Jahre, vermutlich aber etwas mehr, betragen hat.

### Landesverwaltung
Djedkare führte tiefgreifende Reformen in der Landesverwaltung durch, deren Ziel es war, möglichst viele Kompetenzen in einem Amt, nämlich dem des Wesirs (Tjati), zu bündeln. So wurden die Ämter des „Vorstehers der Beiden Schatzhäuser“, des „Vorstehers der Beiden Scheunen“ und des „Vorstehers der Schreiber der königlichen Dokumente“ ausschließlich von Wesiren bekleidet und weiterhin das Amt des „Vorstehers aller Arbeiten des Königs“ eng mit dem des Schreiber-Vorstehers verknüpft. Die Anzahl der mittleren Verwaltungsämter wurde stark reduziert. Gleichzeitig wurde das Wesirsamt nun nicht mehr mit einem, sondern mit zwei Würdenträgern besetzt, von denen einer für die Residenz- und der andere für die Provinzverwaltung zuständig war.
Unter Djedkares Regentschaft war Senedjemib Inti Wesir und Oberbaumeister. Weitere Wesire waren Ptahschepses, Seschemnefer III., Raschepses und Ptahhotep.

### Außenbeziehungen und Expeditionswesen

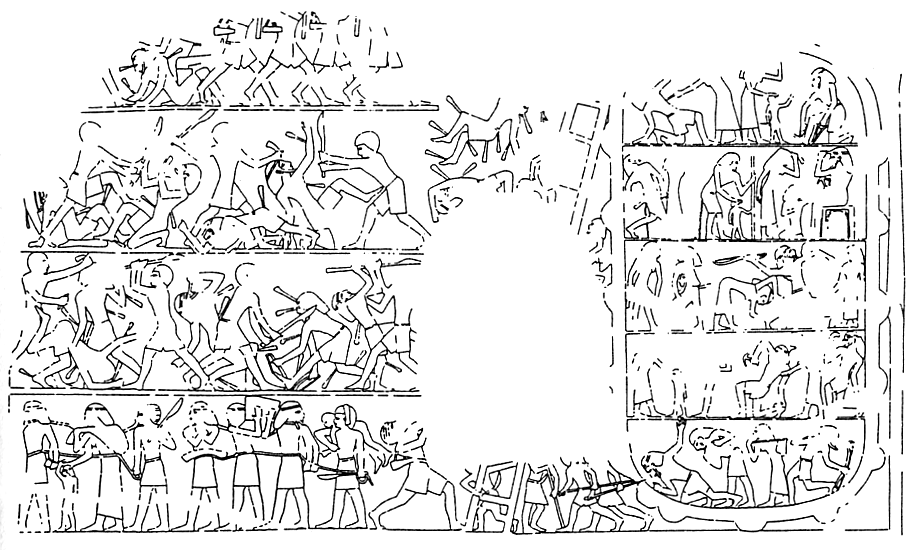
Relief aus dem Grab des Inti in Deschascha

Während Djedkares Herrschaft kam es zu mehreren Handelsexpeditionen und Kriegszügen in die nördlichen und südlichen Nachbargebiete Ägyptens. Mehrere Felsinschriften berichten von Expeditionen in die Türkis-Minen im Wadi Maghara auf der Sinai-Halbinsel. Eine Inschrift aus der Hafenanlage von Ain Suchna, die in Djedkares „7. Jahr der Zählung“ datiert, legt nahe, dass dieser Ort wohl als Ausgangsbasis für die Sinai-Expeditionen diente. Ein in Byblos gefundenes Alabasterfragment (Beirut, American University of Beirut Archaeological Museum, Inv.-Nr. 5018) mit dem Namen des Königs belegt Handelsbeziehungen mit dieser Stadt. Eine autobiografische Inschrift aus dem Grab eines Beamten namens Ini aus der 6. Dynastie berichtet im Vorfeld der Beschreibung von Inis eigenen Expeditionen nach Vorderasien von Ereignissen aus Djedkares Regierungszeit. Über deren Einzelheiten ist allerdings nichts bekannt, da sich vom betreffenden Abschnitt der Inschrift nur minimale Reste erhalten haben. Ein Kriegszug nach Vorderasien ist durch eine bildliche Darstellung im Grab des Inti in Deschascha belegt. Dargestellt ist die Einnahme einer Festung. Bedeutsam ist diese Szene außerdem, da sie eine der ältesten Darstellungen einer Sturmleiter enthält. Ein goldbeschlagenes Siegel eines Beamten aus der Zeit Djedkares (Boston, Museum of Fine Arts, Inv.-Nr. 68.115) deutet auf Handelsbeziehungen mit der Ägäis hin.
2017 wurde in Edfu ein Verwaltungskomplex des Alten Reiches ausgegraben. Die dort gemachten Funde belegen, dass er bereits unter Djedkare als Ausgangsbasis für Expeditionen ins Wadi Baramiya und möglicherweise bis Marsa Alam diente, welche das Ziel hatten, die Steinbrüche und Minen der Ostwüste auszubeuten.
Expeditionen ins südlich von Ägypten gelegene Nubien belegen Siegelabdrücke aus Buhen, eine Stele in den Diorit-Steinbrüchen von Toschqa sowie Inschriften auf dem Karawanenweg zwischen den Oasen Dachla und Dungul und in Tômâs. Aus der 6. Dynastie stammt außerdem eine autobiografische Inschrift des Expeditionsleiters Harchuf, in welcher in einem kopierten Brief des Königs Pepi II. eine Expedition erwähnt wird, die während der Regierungszeit Djedkares stattfand. Ziel dieser Expedition war das Land Punt, von wo der Leiter Bawerdjed einen „Zwerg“, wohl einen Pygmäen, zurück an den ägyptischen Hof brachte.

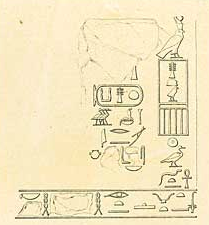
Relief Djedkares aus dem Wadi Maghara
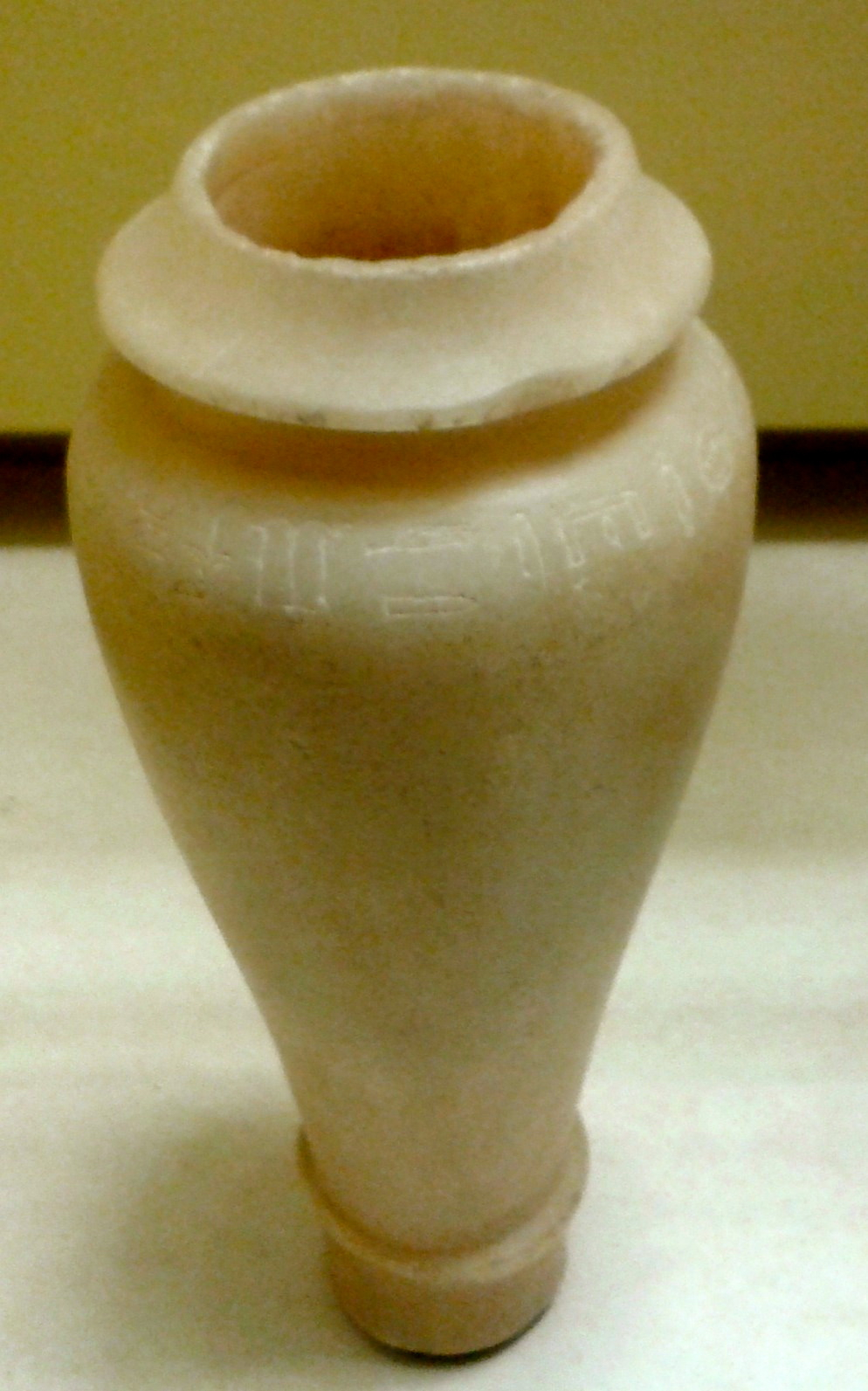
Alabaster-Gefäß mit Nennung eines Sed-Festes des Djedkare; Louvre, Paris
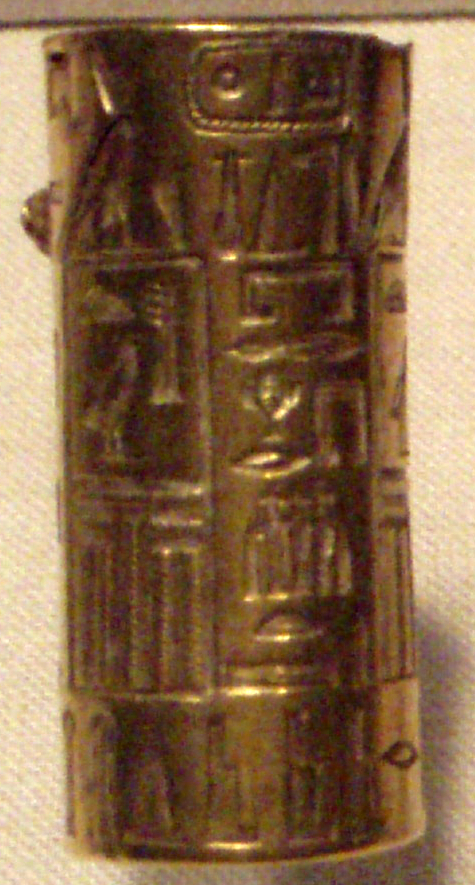
Vergoldetes Siegel eines Beamten aus der Regierungszeit des Djedkare; Museum of Fine Arts, Boston

## Bautätigkeit

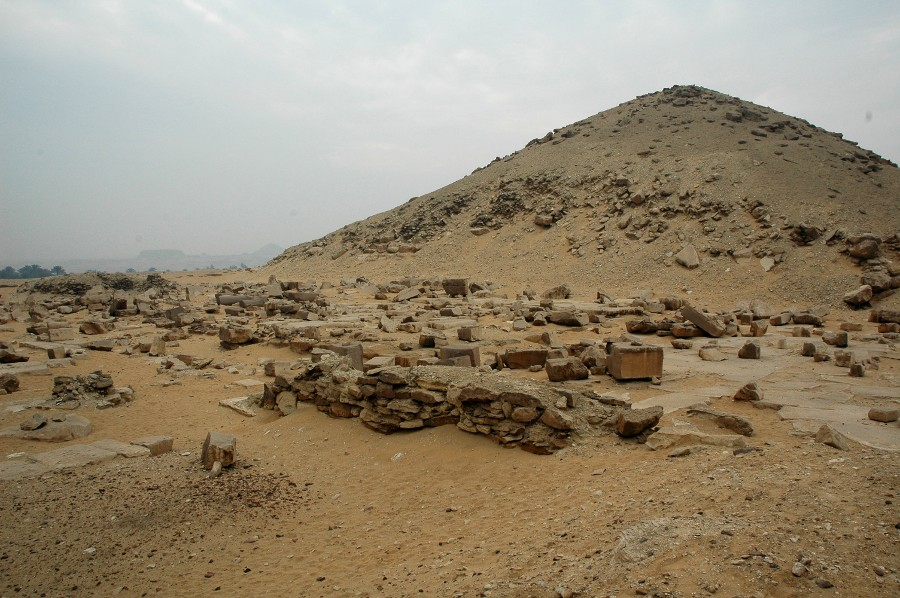
Die Djedkare-Pyramide in Sakkara-Süd

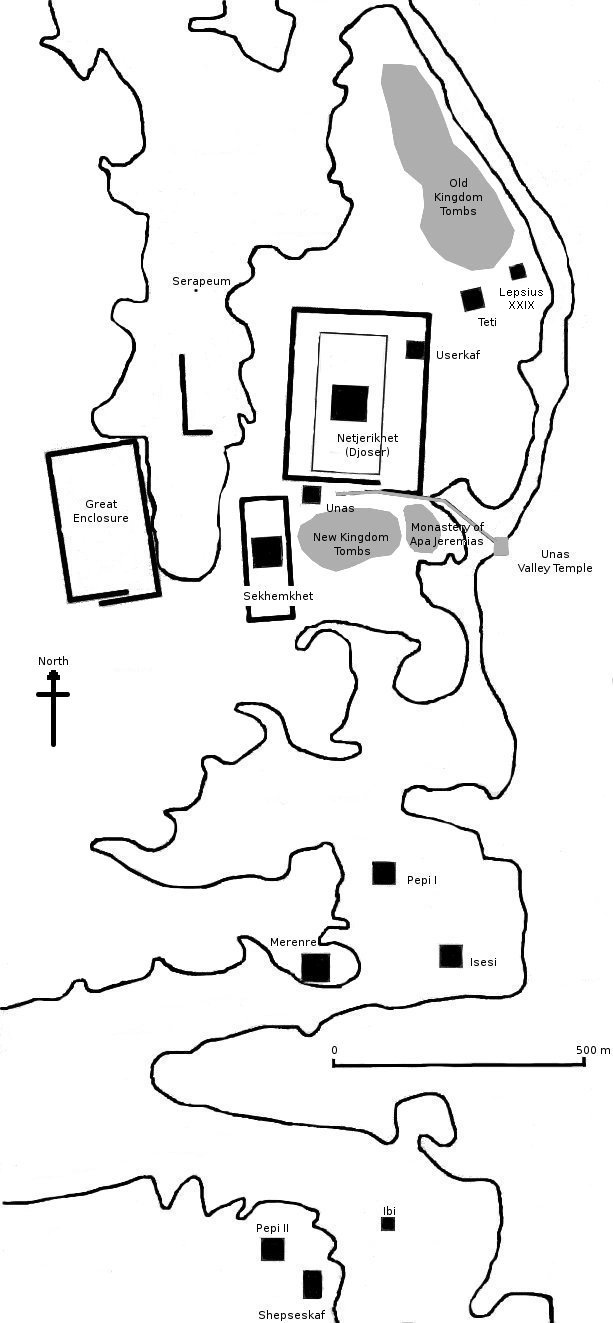
Gesamtplan der Nekropole von Sakkara. Im Süden befindet sich die Djedkare-Pyramide („Isesi“). Unmittelbar nördlich der Djoser-Pyramide liegen die Gräber von Isesianch und Meresanch IV.

Das wichtigste Bauwerk aus Djedkares Regierungszeit ist seine Pyramide namens „Schön ist Isesi“ im Süden von Sakkara. Daneben sind mehrere Gräber von Königinnen und Kindern in Sakkara und Abusir bekannt. Briefe des Königs an seinen Wesir und Oberbaumeister Senedjemib, die dieser als Inschriften in seinem Grab in Gizeh kopieren ließ, erwähnen darüber hinaus eine Hathor-Kapelle (ein sogenanntes „Mereret-Heiligtum“) und einen Jubiläumspalast für das Sedfest des Königs, die unter Senedjemibs Leitung errichtet wurden. Beide Bauwerke sind allerdings bislang nicht archäologisch nachgewiesen.

### Die Djedkare-Pyramide
Djedkare wählte den Süden von Sakkara als Standort für seine Pyramide. Das Bauwerk hatte eine Basislänge von 78,5 m und eine ursprüngliche Höhe von etwa 52 m. Gegenüber den Pyramiden der 4. und frühen 5. Dynastie finden sich hier einige bauliche Neuerungen, die teilweise von Djedkares Nachfolgern bis zum Ende der 6. Dynastie weiter verwendet wurden. Das Kernmauerwerk besteht aus kleinen unregelmäßigen Kalksteinstücken, die mittels Tonmörtel zu sechs je sieben Meter hohen Stufen verbunden waren, von denen heute nur noch die unteren drei existieren. Der Eingang zum Kammersystem liegt wie schon bei älteren Pyramidenanlagen an der Nordseite des Bauwerks, allerdings nicht mehr in der Pyramidenwand, sondern im davor liegenden Hofpflaster, direkt im Boden der Nordkapelle. Von dort aus führt ein absteigender Gang zunächst in ein Vestibül, von dem aus ein horizontal verlaufender Gang weiterführt, der eine Blockiervorrichtung mit drei Fallsteinen aus Rosengranit enthält. Am Ende des Gangs befindet sich eine weitere Fallsteinvorrichtung, hinter welcher der dreigliedrige Grabbereich mit einer Vorkammer, der eigentlichen Grabkammer und einem dreinischigen Magazinraum liegt. Vor- und Grabkammer besitzen eine Satteldecke aus drei Lagen großer Kalksteinblöcke. Die Grabräume wurden von Steindieben stark in Mitleidenschaft gezogen. Dennoch konnten hier die Reste eines Sarkophages aus Basalt und Teile der Königsmumie geborgen werden.
An der Ostseite der Pyramide liegt der Totentempel. An dessen Ostfassade befinden sich zwei quadratische, turmartige Bauten unbekannter Funktion, die vielleicht ähnlichen Bauten im Totentempel der Niuserre-Pyramide nachempfunden sind. Es schließen sich eine Eingangshalle, ein offener Hof und der innere Tempelteil mit dem Allerheiligsten und zahlreichen Magazinräumen an. An der Südostecke der Pyramide befindet sich eine kleine Kultpyramide. Der Aufweg zum Totentempel verläuft nicht genau in Ost-West-Richtung, sondern biegt leicht nach Süden ab. Sein unteres Ende sowie der Taltempel sind bislang nur unzureichend erforscht.

### Familiengräber in Sakkara
Unmittelbar an der Nordost-Ecke der Pyramide liegt ein weiterer Pyramidenkomplex, der einer namentlich nicht bekannten Gemahlin Djedkares zugeschrieben wird. Der Bau hat eine Basislänge von 41 m und eine ursprüngliche Höhe von etwa 21 m. Mit einem dreistufigen Kern aus Kalkstein weist das Bauwerk eine sehr ähnliche Konstruktionsweise wie die Djedkare-Pyramide auf. Das Kammersystem ist weitgehend zerstört. An der Ostseite befindet sich der Totentempel, dessen Zugang sich im Südwesten befindet. Von dort aus schließen sich zunächst ein Säulensaal und ein offener Hof an. Letzterer ist durch einen Querkorridor vom inneren Tempelteil mit der Opferhalle getrennt. Auch die Königinnenpyramide besitzt an ihrer Südostecke eine Kultpyramide.
Ebenfalls in Sakkara, nördlich der Djoser-Pyramide, befinden sich die Mastaba 85 des Königssohns Isesianch und die Mastaba 82 der von manchen als Djedkares Gemahlin angesehenen Königin Meresanch IV.

### Familiengräber in Abusir

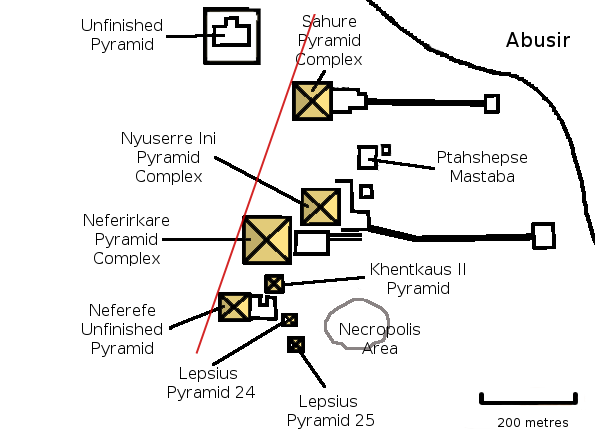
Plan der Nekropole von Abusir. Südöstlich der Pyramiden des Neferirkare und des Niuserre befindet sich der Familienfriedhof Djedkares.

In Abusir entstand gegen Ende von Djedkares Regierungszeit südöstlich der Pyramidenanlage des Niuserre ein Friedhof aus mindestens sechs Mastabas, in denen mehrere weitere Verwandte des Königs beigesetzt wurden. Das Zentrum dieser Anlage bilden die drei Mastabas der Königstochter Chekeretnebti sowie ihrer Tochter Tisethor, des Königssohns Neserkauhor und des Beamten Mernefu. Die drei Grabbauten umstehen an drei Seiten einen ummauerten Hof mit Einrichtungen für den Totenkult. Südwestlich an die Mastaba von Neserkauhor ist das Grab des Totenpriesters Faaf (schöner Name Idu) sowie dessen Gemahlin Chenit angebaut. Nördlich an die Mastaba von Chekeretnebti und Tisethor schließt sich das Grab der Königstochter Hedjetnebu an. Nördlich der Mastaba des Mernefu, jedoch nicht mit dieser verbunden, liegt eine weitere Grabanlage, deren Besitzerin von den Ausgräbern die provisorische Bezeichnung „Lady L“ erhielt, da bislang noch keine Namensnennung entdeckt wurde.
Dank zweier Inschriften mit Datumsangaben lässt sich die Bauzeit des Friedhofs recht gut ermitteln. Die erste stammt aus dem Grab des Priesters Faaf und nennt das „Jahr nach dem 17. Mal der Zählung“. Die ersten unter Djedkare erbauten Gräber dieses Friedhofs, die Mastabas von Chekeretnebti und Hedjetnebu, dürften nur wenige Jahre zuvor errichtet worden sein. Neserkauhors Grab datiert etwas später als das des Faaf. Die zweite Inschrift stammt aus der Mastaba der „Lady L“ und weist sie als jüngste Anlage aus. Sie nennt ein „3. Jahr der Zählung“, allerdings ohne einen Königsnamen. Höchstwahrscheinlich dürfte das Datum auf die Regierungszeit von Djedkares unmittelbarem Nachfolger Unas verweisen.
Die Gesamtbauzeit der Gräber dürfte einen Zeitraum von etwa 10 bis 15 Jahren während der letzten Regierungsjahre Djedkares und zu Beginn der Regierungszeit des Unas umfassen. Lediglich das Grab des Beamten Mernefu fällt hier aus dem Rahmen. Dieses dürfte bereits lange vor den anderen Gräbern errichtet worden sein und entstand vielleicht bereits unter Niuserre.
Ebenfalls in Abusir befindet sich das Grab von Djedkares Tochter Nebtiemneferes. Auch das Grab von Meretisesi könnte sich in Abusir befunden haben. Dafür spricht die bislang einzige bekannte Namensnennung dieser Königstochter auf einem Reliefblock im Brooklyn Museum, der wahrscheinlich aus dem Grab der Chekeretnebti in Abusir stammt.

## Die Mumie des Djedkare
Innerhalb der Djedkare-Pyramide wurden während der Grabungssaison 1945/46 Reste einer männlichen Mumie gefunden. Die genaue Lage der Funde wurde nicht vermerkt. Zu den gefundenen Mumienresten gehören 13 Skelettteile, darunter Teile der Schädeldecke und des Gesichtsschädels, der Unterkiefer, die obere Hälfte der Wirbelsäule und Teile des linken Fußes. Darüber hinaus wurden mehrere Fragmente der Knochenrinde der Extremitäten-Langknochen sowie Fragmente von Weichteilen mit Haut und Leinen-Bandagen gefunden. Eine Anfang der 1990er Jahre durchgeführte Radiokohlenstoffdatierung bestätigte eine Einordnung der Mumie in die 5. Dynastie, womit sie höchstwahrscheinlich Djedkare zuzuordnen ist. Das ermittelte Sterbealter lag zwischen 50 und 60 Jahren. Zudem konnte mittels Blutgruppenvergleich eine Verwandtschaft zwischen dem Bestatteten aus der Djedkare-Pyramide und den in Abusir gefundenen Mumien aus den Gräbern von Chekeretnebti, Tisethor, Hedjetnebu und der „Lady L“ bestätigt werden.

## Statuen

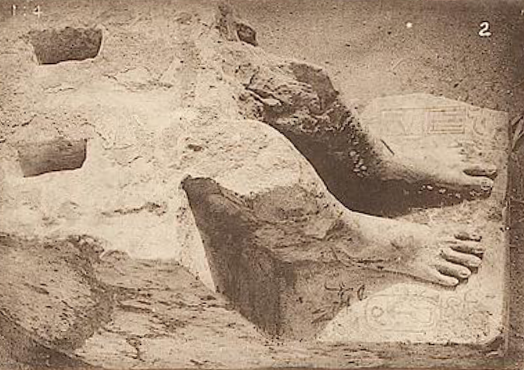
Unterer Teil einer Sitzstatue des Djedkare aus Abydos

Das bislang einzige bekannte rundplastische Abbild Djedkares ist eine Sitzstatue aus Kalkstein, die um 1900 bei Grabungen unter der Leitung von William Matthew Flinders Petrie im Osiris-Tempel von Abydos gefunden wurde. Nur ihre untere Hälfte bis zu den Oberschenkeln ist erhalten. Der verlorene Oberteil war mittels Zapfen hierin eingepasst gewesen. Auf der Standplatte, zu beiden Seiten der Füße sind Inschriften mit dem Thronnamen Djedkares angebracht. Der gegenwärtige Aufbewahrungsort dieses Stückes ist unbekannt.

## Djedkare im Gedächtnis des Alten Ägypten
Die Expeditionen, die während Djedkares Regierungszeit durchgeführt wurden, scheinen wenigstens bis zum Ende der 6. Dynastie als außerordentliche Leistungen gegolten zu haben. Dies belegen die autobiografischen Inschriften von Harchuf und Ini, die in ganz ähnlicher Weise auf die Zeit Djedkares zurückverweisen. Zudem hatten beide Personen ähnliche Titel, nämlich den eines Expeditionsleiters und den eines Sieglers. Es kann daher angenommen werden, dass zumindest innerhalb einer gewissen Schicht der Beamtenschaft zeitweise eine historische oder literarische Tradition bezüglich Djedkares Expeditionen bestand.
Wohl im Mittleren Reich, wahrscheinlich in der 12., vielleicht aber auch schon in der 11. Dynastie entstand die Lehre des Ptahhotep, ein literarisches Werk, das noch mindestens bis zum Ende des Neuen Reiches tradiert wurde. Die Handlung des Textes ist in der Zeit Djedkares angesiedelt. Der fiktive Verfasser der Lehre ist der hohe Beamte Ptahhotep, der seinem Sohn und Nachfolger in Form von 37 Maximen Ratschläge für eine rechte Lebensführung gibt.

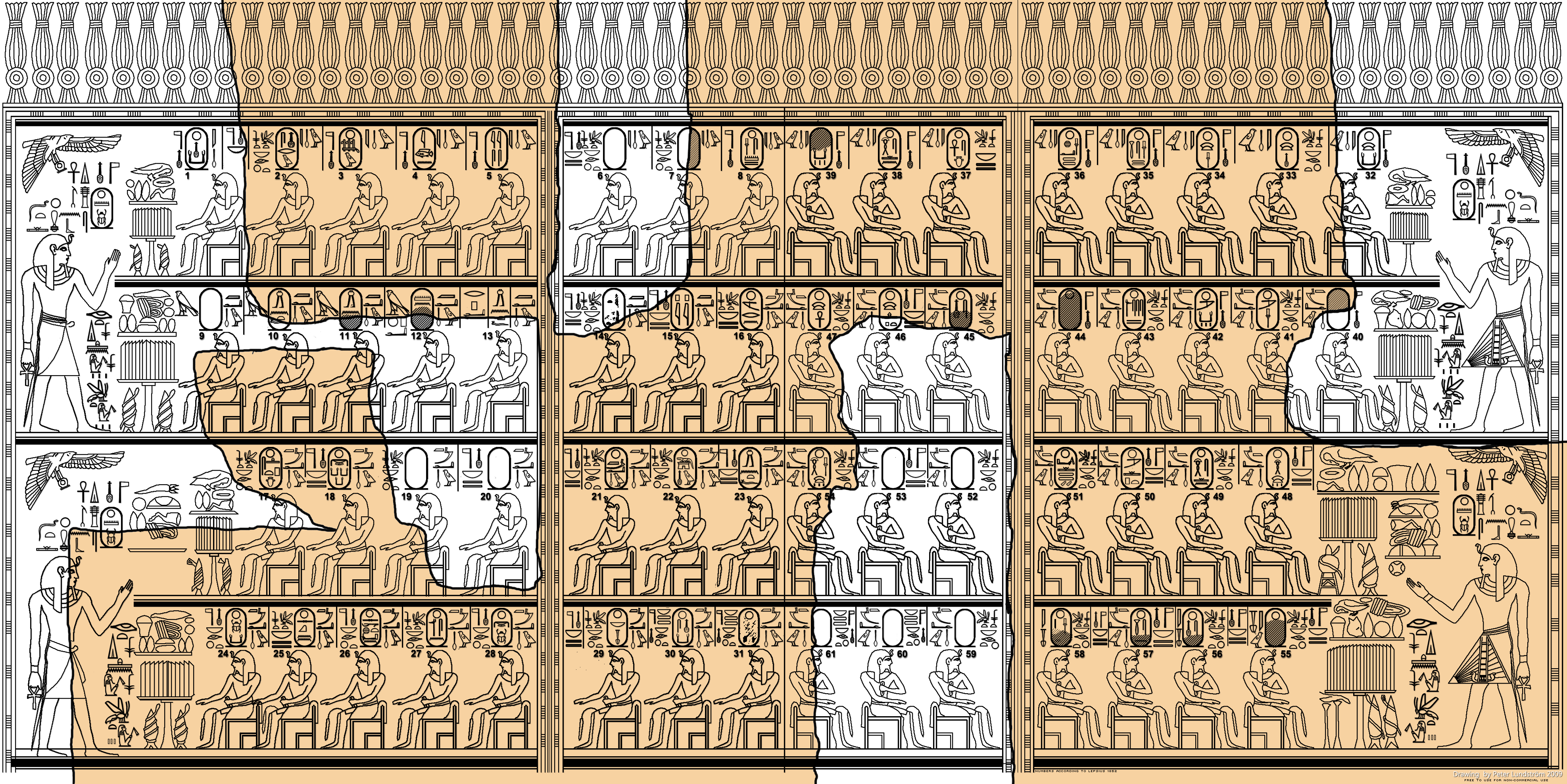
Umzeichnung der Königsliste von Karnak

Während des Neuen Reiches wurde in der 18. Dynastie unter Thutmosis III. im Karnak-Tempel die sogenannte Königsliste von Karnak angebracht, in welcher Djedkares Name auftaucht. Im Gegensatz zu anderen altägyptischen Königslisten handelt es sich hierbei nicht um eine vollständige Auflistung aller Herrscher, sondern um eine Auswahlliste, die nur diejenigen Könige nennt, für die während der Regierungszeit von Thutmosis III. Opfer dargebracht wurden.
Ebenfalls aus dem Neuen Reich stammt ein Relief-Bruchstück aus dem Grab des Priesters Mehu aus Sakkara, welches in die 19. oder 20. Dynastie datiert. Auf ihm sind drei Gottheiten abgebildet, denen eine Reihe von verstorbenen Königen gegenübersteht. Dies sind Djoser und Djoserteti aus der 3. Dynastie sowie Userkaf aus der 5. Dynastie. Von einem vierten König ist nur noch ein stark zerstörter Namenszug erhalten, der teils als Djedkare, gelegentlich aber auch als Schepseskare gelesen wurde. Das Relief ist ein Ausdruck der persönlichen Frömmigkeit des Grabinhabers, der damit die alten Könige für ihn zu den Göttern beten ließ.